# Uš glave
Uš glave (Pediculus humanus capitis) je nametnik smećkasto crvenkaste boje dugačak jedan do dva milimetra. Živi i razmnaža se u vlasištu, hrani se krvlju domaćina, a jajašca odlaže na korijen vlasi uz samo tjeme. Izvan vlasišta, uši mogu živjeti do tri dana, a prenose se direktnim dodirom s kosom zaražene osobe ili predmetima na kojima se zadržavaju uši.
Osim uši glave postoji i stidna uš.
Ljudi su jedini domaćini ovoj vrsti parazita, dok su čimpanze domaćin bliskoj vrsti, Pediculus schaeffi. Razne vrsteušiju parazitiraju na većini rodova sisavaca i svim rodovima ptica.

## Vanjske poveznice
|  | Zajednički poslužitelj ima još gradiva o temi Pediculus humanus |
|  | Wikivrste imaju podatke o taksonu Pediculus humanus             |